# 유로라인스

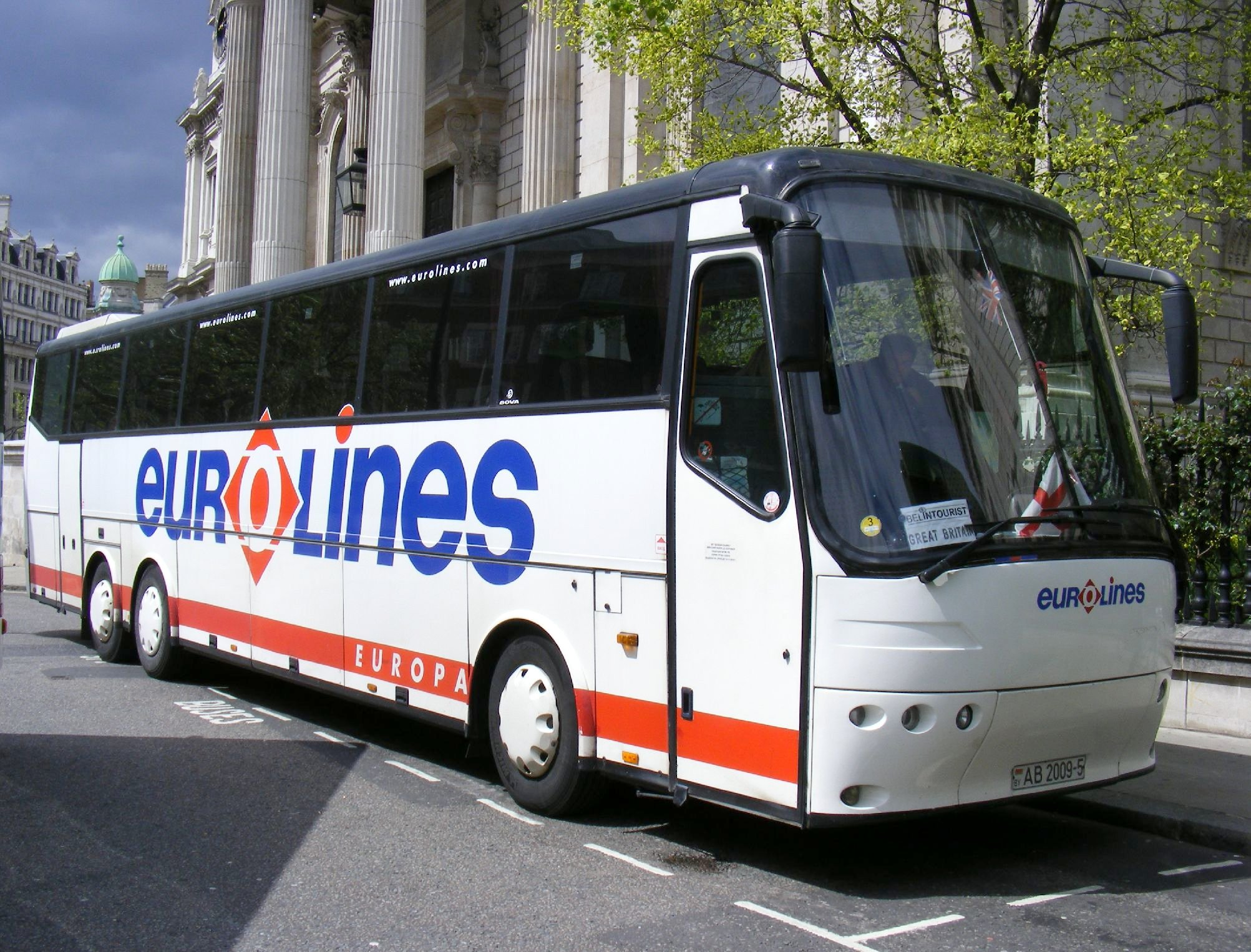
유로라인스 버스

유로라인스(영어: Eurolines)는 벨기에법에 따라 설립된 국제 비영리 단체가 소유한 시외 버스 서비스 브랜드다. 유로라인스브랜드를 사용하여 파트너 버스 회사가 유럽과 모로코에서 버스 서비스를 운영한다.